# Кирсанов, Станислав Николаевич
Станисла́в Никола́евич Кирса́нов (8 января 1939, Уфа — 23 августа 2017, Новосибирск) — советский боксёр, представитель первой средней весовой категории. Выступал на всесоюзном уровне в первой половине 1960-х годов, чемпион СССР, многократный победитель первенств РСФСР, победитель Спартакиады народов РСФСР, мастер спорта СССР международного класса. Также известен как тренер и судья по боксу.

## Биография
Родился 8 января 1939 года в городе Уфа Башкирской АССР. Активно заниматься боксом начал в возрасте шестнадцати лет в местной боксёрской секции под руководством тренера Г. Е. Баннова. Позже в 1958 году переехал на постоянное жительство в Новосибирск, где был подопечным заслуженного тренера СССР Отари Васильевича Гарганджия, в 1959 году выполнил норматив мастера спорта СССР. В 1961 году окончил Новосибирский техникум физической культуры.
Как боксёр впервые заявил о себе в 1960 году, выиграв чемпионат РСФСР. Впоследствии в период 1962—1965 годов неизменно становился чемпионом всероссийского первенства, а в 1963 году выиграл также Спартакиаду народов РСФСР. С этого момента — почётный мастер спорта СССР.
Первого серьёзного успеха на всесоюзном уровне добился в сезоне 1964 года, когда на чемпионате СССР в Хабаровске завоевал в первой средней весовой категории бронзовую медаль. Год спустя на аналогичных соревнованиях в Москве одолел всех своих соперников в первом среднем весе и получил золото. В том же году за выдающиеся спортивные достижения удостоен почётного звания «Мастер спорта СССР международного класса».
После завершения спортивной карьеры в 1972 году Станислав Кирсанов занялся тренерской деятельностью в новосибирской боксёрской секции физкультурно-спортивного общества «Динамо». За долгие годы тренерской работы подготовил множество титулованных спортсменов, в том числе 22 мастеров спорта и троих мастеров спорта международного класса. В 1995 году ему присвоено почётное звание «Заслуженный тренер России».
Помимо тренерской работы также принимал участие в боксёрских соревнованиях в качестве судьи, с 1986 года — судья международной категории АИБА. Судил в числе прочего поединки на Играх доброй воли (1986, 1994, 1998), чемпионатах мира (1993, 1995, 1997, 1999), чемпионатах Европы (1988, 1998), летних Олимпийских играх (1996, 2000). Возглавлял судейскую коллегию Федерации бокса России.
Скоропостижно скончался 23 августа 2017 года в Новосибирске в возрасте 78 лет. Похоронен на Заельцовском кладбище (квартал 10н).

### Личная жизнь
Сын — футболист и тренер Сергей Кирсанов.
Дочь — Валентина Салапонова, инженер, руководитель группы конструкторов.